# Napfschildläuse

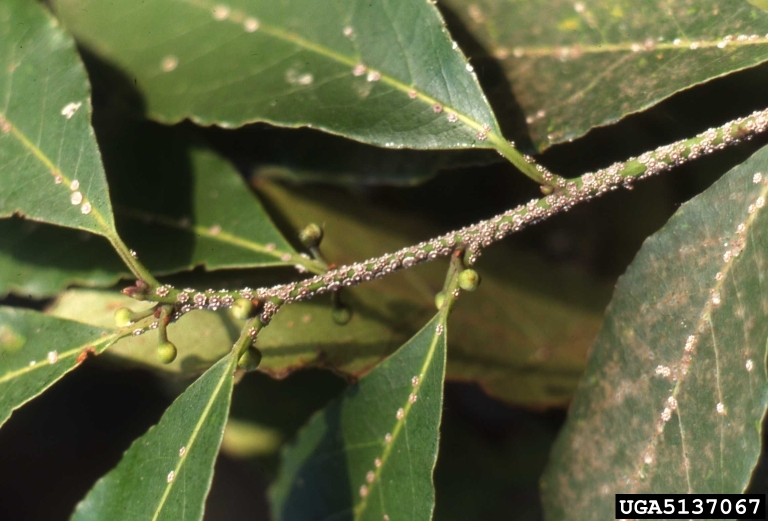
Kolonie von Ceroplastes japonicus

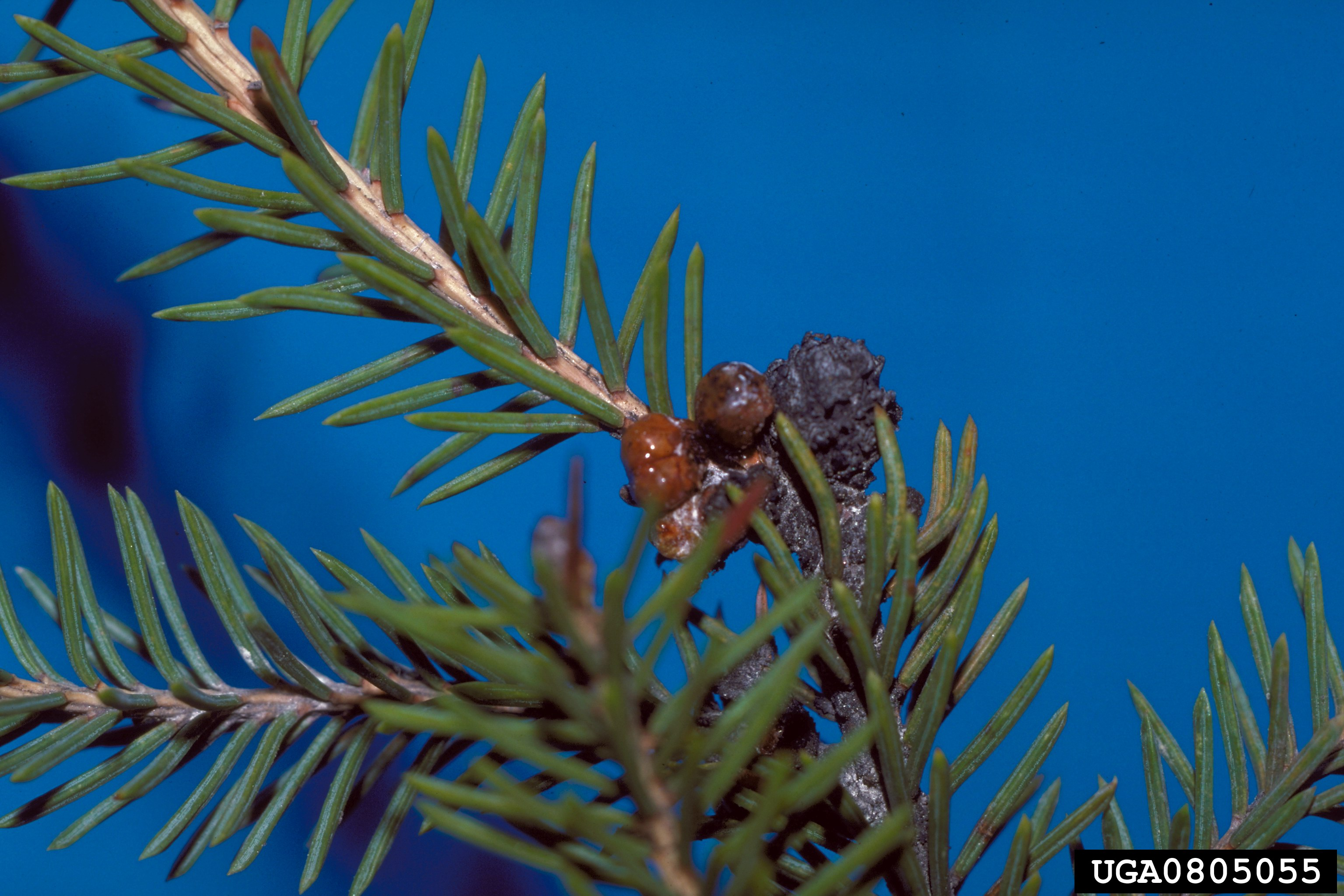
Physokermes piceae an Weiß-Fichte

Die Napfschildläuse (Coccidae) sind eine Familie der Schildläuse (Coccoidea). Sie sind mit weltweit etwa 1100 Arten bekannt, in Europa sind 146 Arten davon beheimatet. zu ihnen zählen sowohl wirtschaftlich bedeutende Schädlinge, etwa aus den Gattungen Coccus, Ceroplastes, Lecantum, Saissetia, Parthenolecantum und Eulecantum, als auch einige für die Wirtschaft wichtige Arten. Beispielsweise liefern unter anderem die Fichtenquirlschildläuse (Physokermes) mit ihren Honigtauausscheidungen die Basis für den Waldhonig.

## Merkmale
Wie auch bei anderen Schildläusen unterscheiden sich Männchen und Weibchen der Napfschildläuse deutlich (Sexualdimorphismus). Die Weibchen erreichen eine Körperlänge von drei bis sechs, selten über neun Millimetern und haben einen rundlich bis oval geformten, napf- bis kugelförmigen Körper. Der Rücken ist dabei mehr oder weniger stark nach oben gewölbt. Bei den erwachsenen Weibchen kann man die Körpersegmente fast nicht mehr erkennen. Die Fühler und Beine sind dünn und kurz, aber nur selten stark zurückgebildet. Das Labium ist eingliedrig. Der Thorax besitzt an jeder Seite zwei Stigmen. Am Hinterleibsende befindet sich oberhalb der Analöffnung eine Analplatte, die von weiteren zwei Platten bedeckt ist. Lediglich bei den Arten der Fichtenquirlschildläuse sind diese Platten nur bei den weiblichen Nymphen ausgebildet, bei den adulten sind sie reduziert. Die Analöffnung der Tiere liegt anders, als bei den Stictococcidae nicht weit vorne am Rücken des ersten Hinterleibssegmentes, sondern deutlich weiter hinten. Die Körperoberfläche der Weibchen besitzt je nach Art verschiedene Drüsenausgänge und -poren, der Rücken ist häufig mit deren Ausscheidungen bedeckt. An den Seiten befinden sich meist Dornen oder Borsten, zwischen denen sich auf Höhe der Stigmen häufig jeweils drei Stigmendornen befinden. Je älter die Tiere werden, desto stärker sind sie sklerotisiert.
Die Männchen haben gut ausgebildete Vorderflügel, ihre Hinterflügel sind zurückgebildet, fehlen oder sind zu Schwingkölbchen reduziert. Ihre Fühler haben 10 Glieder. Am Hinterleibsende tragen die Männchen zwei lange weiße Wachsfäden.

## Lebensweise

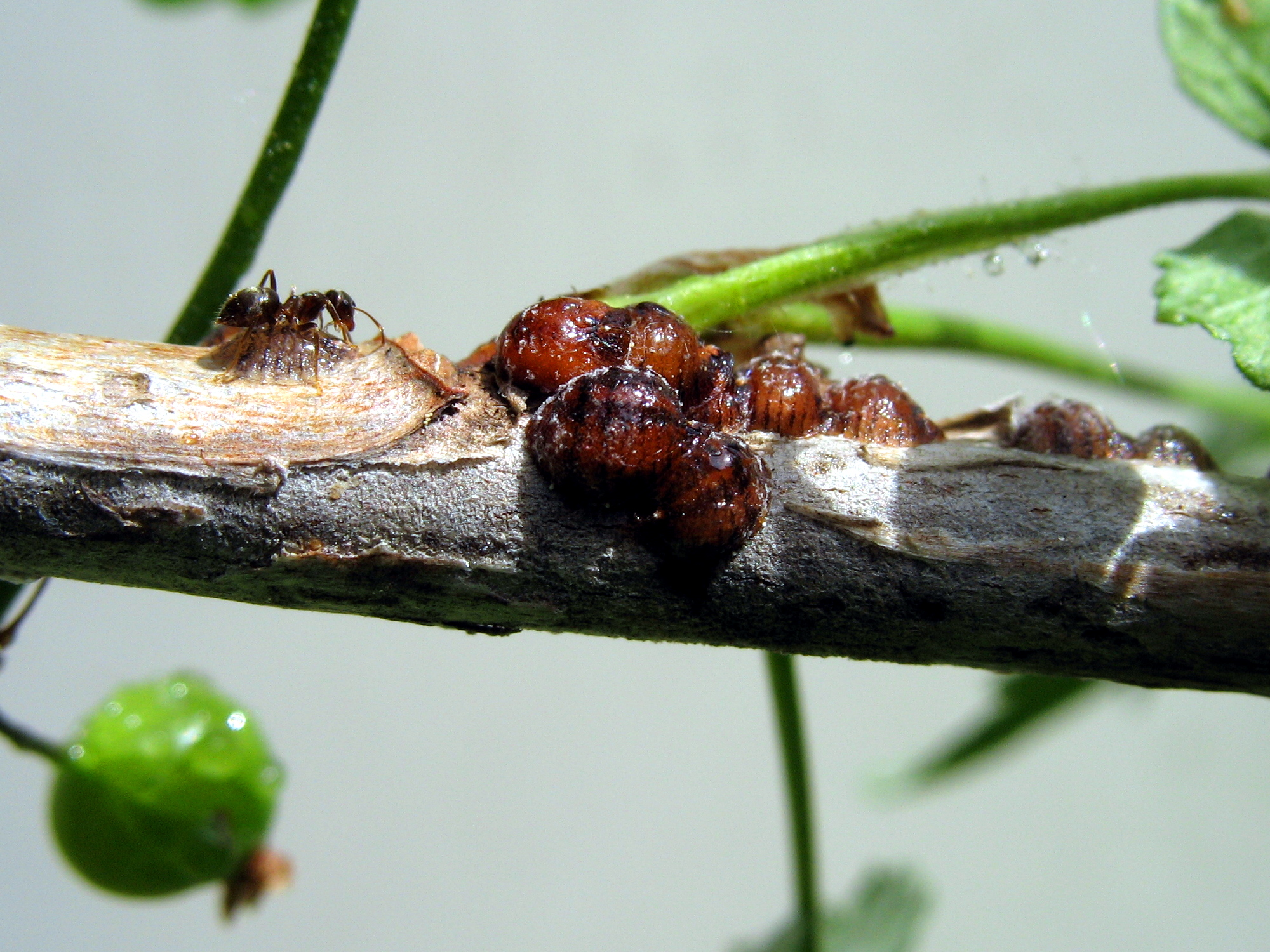
Napfschildläuse auf roter Johannisbeere; links: Larve wird von Ameise „gemolken“

Die Weibchen durchleben nur zwei, die Männchen vier Larvenstadien. Letztere entwickeln sich dabei ab dem zweiten Stadium unter einem kahnförmigen, mehr oder weniger stark durchsichtigen Schild. Die Fortpflanzung kann abhängig von der Art parthenogenetisch und/oder gemeinsam mit den Männchen erfolgen. Das Ausbreitungsstadium der Tiere sind die Nymphen. Sie können nicht fliegen, nützen aber auch den Wind als Fortbewegungsmittel. Haben sie einen geeigneten Platz an einer Pflanze gefunden, lassen sie sich nieder und bewegen sich danach nur mehr selten. Sie saugen Pflanzensaft und scheiden Honigtau aus, durch den sie teilweise gemeinsam mit Ameisen, die diesen fressen, vergesellschaftet sind.

## Arten und Gattungen (Auswahl)
- Ceroplastes japonicus
- Parthenolecanium corni – Gemeine Napfschildlaus
- Physokermes – Fichtenquirlschildläuse
  - Physokermes hemicryphus – Kleine Fichtenquirlschildlaus
  - Physokermes piceae – Große Fichtenquirlschildlaus
- Pulvinaria vitis – Wollige Rebenschildlaus
- Saissetia coffeae